# Evelyn De Morgan
Evelyn De Morgan (n. 30 d'agost de 1855 com Evelyn Pickering –m. 1919, Londres) fou una pintora anglesa prerafaelita.
Va néixer dins una família de classe mitjana alta, el seu pare era el magistrat de Pontefract Percival Pickering; la seva mare, l'Anna Maria Wilhelmina Spencer Stanhope, era germana de l'artista John Roddam Spencer Stanhope i descendent del Thomas Coke, comte de Leicester.
Evelyn va començar a rebre classes de dibuix amb 15 anys i va convèncer els seus pares perquè la inscrivissin en un centre d'art i el 1873, es va apuntar a la Slade School of Art.
El seu oncle, John Roddam Spencer Stanhope, va ser molt influent per a ella i solia anar a visitar-lo a Florència. Això també va fer que s'interessés per artistes del Renaixement com el Botticelli. Es va casar amb el ceramista William De Morgan el 1887 i va viure amb ell a Londres fins a la mort de William el 1917. Dos anys més tard va morir ella, està enterrada al Brookwood Cemetery, prop de Woking, Surrey.

## Obra
- Eos (1895)
- Undiscovered Country
- Tobias and the Angel
- Aurora triomfant (1877)
- Dryad (1877) Veure
- Night & Sleep (1878) Veure
- Goddess of Blossoms & Flowers (1880) Veure
- Hope in a Prison of Despair (1887) Veure
- The Storm Spirits (1900) Veure
- Queen Eleanor & Fair Rosamund (1905) Veure
- Port after Stormy Seas (1907)	Veure
- The worship of Mammon Veure
- Helen of Troy (1898) Veure
- The Love Potion (1903)	Veure
- Medea Veure
- Earthbound Veure
- Ariadne in Naxos Veure
- The Hour-Glass Veure
- The Prisoner (1907) Veure
- The Gilded Cage (1919) Veure
- Death of the Dragon (1914)
- The Red Cross (1916) Veure
- Love's Passing (1883-1884) Veure
- Deianera Veure
- The Kingdom of Heaven Suffereth Violence

## Galeria

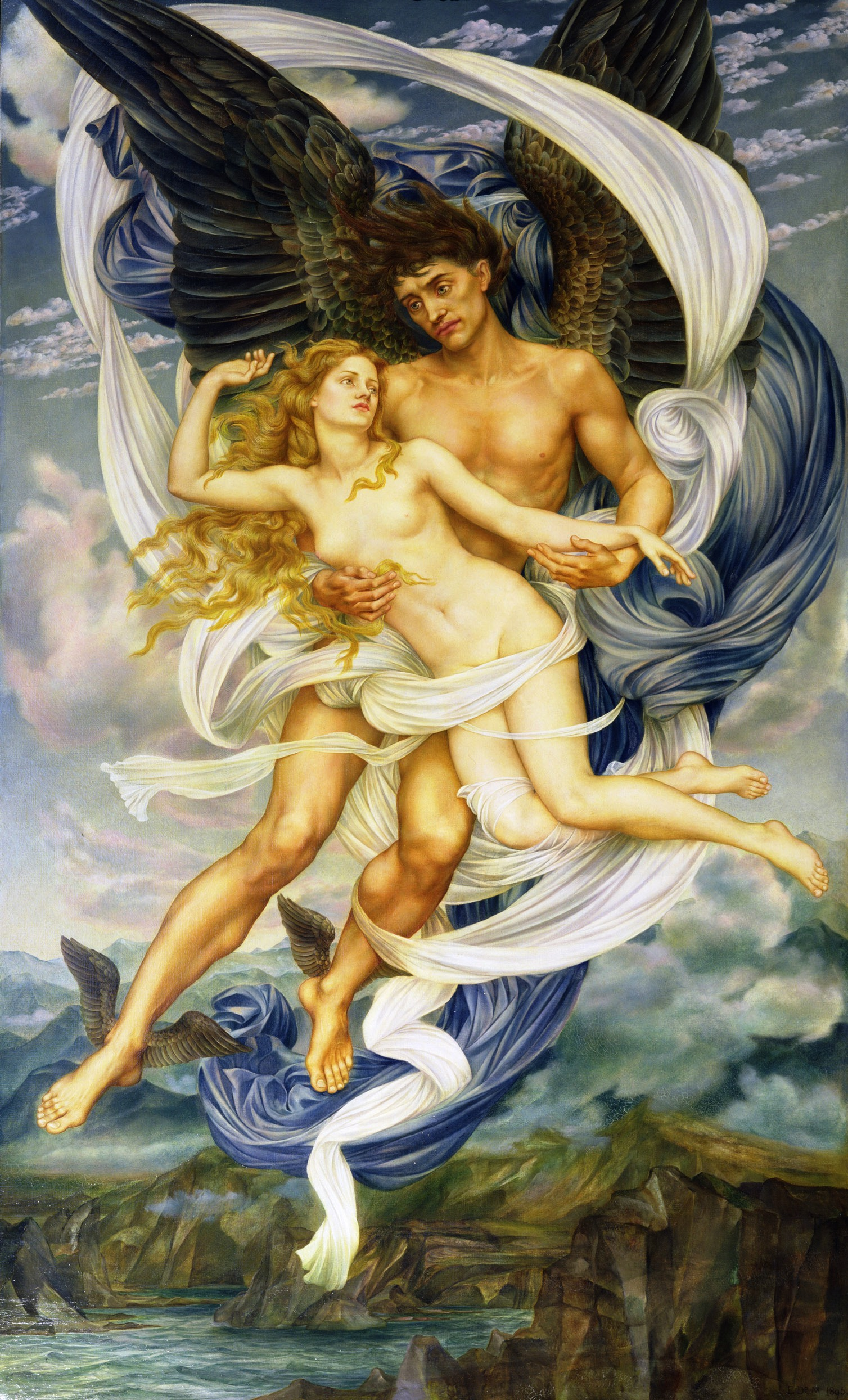
Boreas and Oreithyia
Flora
Helen of Troy
Cassandra
S.O.S.
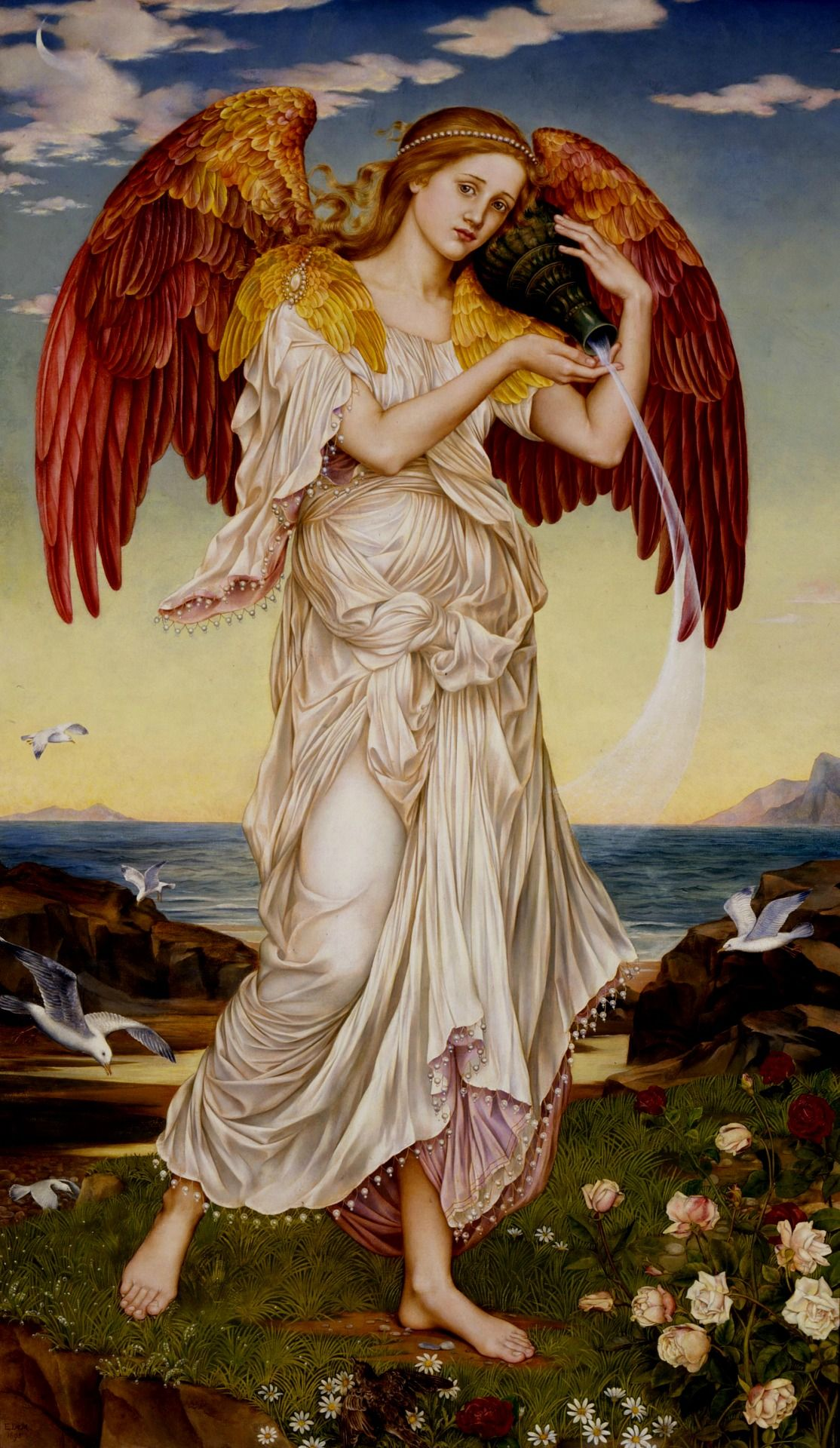
Eos
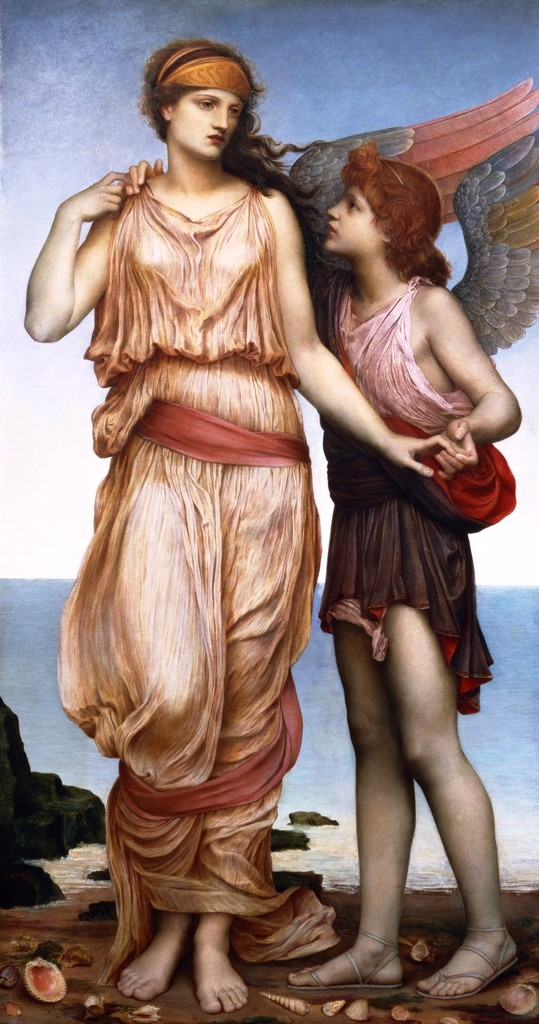
Venus y Cupido
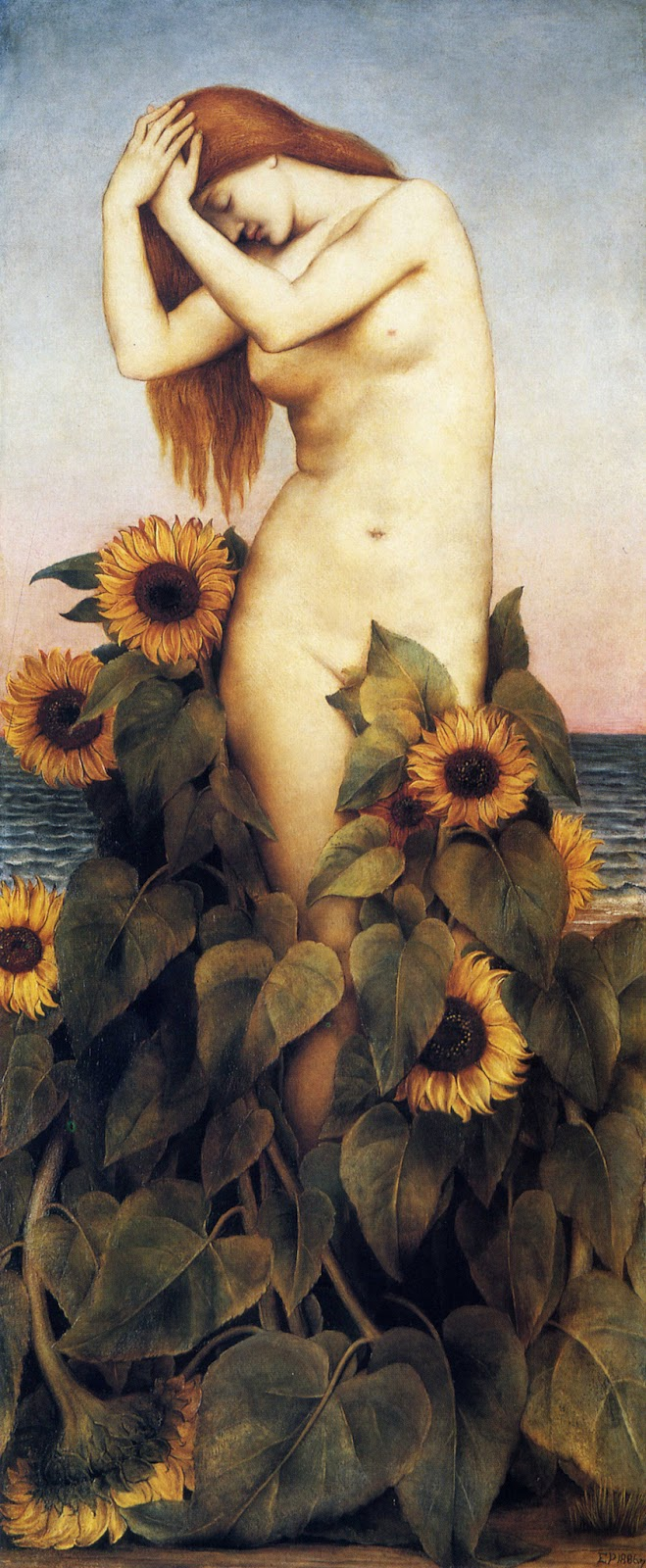
Clitia